# Tolminske Ravne
Tolminske Ravne – wieś w Słowenii, w gminie Tolmin. W 2018 roku liczyła 6 mieszkańców.